# Гольд, Герман Моисеевич
Гернадий (Герман) Моисеевич Гольд (23 августа 1933, Курск) — украинский еврейский художник, заслуженный художник Украины.

## Биография
Гольд Гернадий (Герман) Моисеевич — еврейский художник в искусстве Украины. Живописец, рисовальщик, акварелист. Член Союза художников СССР (1964). Живёт (с 1980) и работает в Киеве. В 2022 репатриировался в Израиль, где получил статус «особо выдающегося деятеля искусств — нового репатрианта». Родился 23.08.1933 в г. Курске, Россия. Учёба: 1949 (с перерывом на службу в армии 1952—1956) — 1957 — Елецкое художественное училище у (выпускника Харьковского художественного института) Андрея Ильича Курнакова, которого сам Гольд называет своим «крестным отцом», у бывшей «бойчукистки» (ученицы Михаила Львовича Бойчука в Киевском художественном институте) Берты Арнольдовны Гиллер и у Валентина Андреевича Дудченко.
Необыкновенно впечатлительный и одаренный с детства (обладает литературным даром, музыкален, тонко чувствует цвет и пластическую форму), пройдя основательную выучку в училище, Гольд совершенствовался (1960—1962) под непосредственным руководством народного художника СССР Николая Николаевича Жукова в Москве, живя в его мастерской. Рос в семье военного, много переезжая по стране, Гольд с юности почувствовал особую любовь к природе средней полосы России, к жизни её тихой провинции. Рано сложился как художник-романтик, выработав свою остро-индивидуальную пластическую манеру, основанную на экспрессивно-выразительной тональной живописи преимущественно крупноформатных полотен, отличающихся насыщенным колоритом.
Герман Гольд — это имя впервые прозвучало ещё в конце 1960-х, когда на всесоюзной выставке в Москве появился портрет командира легендарного авиаполка «Нормандия-Неман» Жана Луи Тюляна. Молодой художник, за плечами которого была лишь служба в армии и неполный курс обучения в художественном училище, выставил работу, написанную на одном дыхании, обнаружившую мощную одаренность, страсть и изысканный вкус, работу, выпадавшую из всего, что было выставлено в портретном жанре того времени. Видимо, не напрасно директор Третьяковской Галереи надолго задержался у этой работы, и сделал предложение о приобретении. Не случайно и то, что главный раввин Израиля Элиягу Бакши-Дорон в своё время предпочел Гольда остальным мастерам, когда встал вопрос о его портрете. И он не ошибся в своем выборе.
Несмотря на жестокие преследования, которым подвергались малейшие проявления еврейского самосознания в СССР, Герман Гольд с конца 1960-х годов начинает создавать еврейский цикл своих работ, пополняющийся вот уже более полувека. От испепеленных в годы Холокоста штетлов до теплого света ханукальных свечей, от портретов глав поколения — до танахических образов.
Национальное в творчестве Гольда тесно переплетается с личным. В 1971-м он женится под хупой, на что в те годы решались единицы — слишком велик был риск поплатиться многим. Ктуба, составленная на листе школьной тетради, до сих пор остается свидетельством индивидуального сопротивления режиму.
Вместе с тем, художник был исключительно востребован как классический портретист. Недаром все портреты президентов Российской Академии Наук вышли «из-под кисти» Гольда.
Излюбленной техникой является масляная живопись, но и акварелью он владеет мастерски. Тяготеет к драматизации изображений (особенно сюжетных и портретных), оживляя усложненную зеленовато-коричневую, или черно-охристую гамму интенсивными вспышками-«ударами» ярко зеленых, открыто-красных или золотистых тонов, что при изыскано-нюансированной цветовой «оркестровке», безукоризненном рисунке и динамичной композиции, при темпераментном, уверенном письме сообщает его работам ощущение выполненных на одном дыхании, придает необычайную убедительность образам, независимо от того, написаны ли они с натуры, или созданы воображением художника.
Следует отметить и разносторонность дарования Гольда-живописца. Отличаясь умением почувствовать и выразить главное в облике и характере портретируемого человека, создавая тематические композиции (в основном посвященные жизни еврейского народа, исчезнувшему патриархальному миру еврейской провинции), исполненные глубокого чувства и философского смысла, художник обладает и тонким лирическим чутьем пейзажиста, воспевая неповторимую поэзию и неброскую красоту старинных городков, неразрывную связь человека и окружения. Создавая живописные образы, художник органично и вдохновенно использует неисчерпаемый арсенал выразительных средств именно живописи, поэтому его не привлекают ни эксперименты постмодернизма, ни лендарта, ни другие течения современного визуального творчества. Его взгляд на мир и человека — внимателен и добр, отсюда та аура светлой веры в мудрость жизни, несмотря на её сложность, что наполняет его ассоциативно-метафорические композиции, портретные изображения, ландшафтные мотивы современным звучанием. Творчество Г. Гольда, с ярко выраженными национальными мотивами, с характерным выразительно-динамичным письмом, стало органичной частью современного искусства Украины, обогащая его многокрасочную палитру своими живописными и духовными исканиями.
Работы Германа Гольда находятся в музеях и галереях России и Украины, Российской Академии Наук, Центральном Музее Вооруженных Сил России, Национальном Музее Литературы Украины, в Киевском Музее Русского Искусства, музеях Франции, Греции, Израиля, США, а также в частных собраниях по всему миру — от Австралии до Японии. Художник принадлежит к немногим еврейским мастерам современности, вошедшим в легендарную Всемирную энциклопедию художников всех времен и народов — Allgemeines Künstler-Lexicon.

## Главные произведения
Еврейский цикл:
«Третий день Хануки», «Весеннее солнце», «Дуэт», «Молитва», «Вечный зов», «Шоа», «Дар Всевышнего», «Книжник», «Учеба в пути», «Мальчик Мотл», «Обращение к Га-Шему», «Усталость», «Капитал», «Рядовой Д. Каплан», «Дождь со снегом», «Любимая мелодия», «Игра на арфе», «Старик с канарейкой», «Хасидский танец», «Игра в своё удовольствие», «Что раньше?», «Старик с петушком», «Хедер», «Уснувший ребе», «Дающий советы», «Послеобеденный сон», «Обряд обрезания», «9-е Мая», «Гетто», «Ша!», «Хасид», «Ночное чтение», «Диспут», «Берешит…», «Нищий скрипач», «Симхат-Тора», «Шаргород», «Сатанов. Старая синагога», «За чтением», «Шолом-Алейхем», «Спящий ребёнок», «Синагогальный сторож», «Скрипач с детьми», «Соседи», «Интересный вопрос», «Минута счастья», «Арончик», «Игрок», «Бааль Шем Тов», «Нахман», «Ребе», «Рав Кук», «Поцелуй», «Вместе теплее», «Минута счастья», «Разносчик газет», «Соломон», «Праведники народов мира», «Шах и мат», «У колыбели», «Шарманщик», «Осенняя мелодия», «На завалинке», «Правда в глаза», «Скрипач», «На пороге», «Родная кровь», «Звук шофара», «Золотой Иерусалим», «Разговор по душам», «Пока горит свеча», «Одиночество», «Слепая любовь».
Портрет:
«Портрет матери», «Командир авиаполка „Нормандия-Неман“ Жан-Луи Тюлян», «Президент РАН Карпинский», «Портрет Богатыревой», «Профессор Коцюбинский Г. А.», «Сельский учитель Д. Н. Пронин», «Фазиль Искандер», «На бабушкином стуле», «Автопортрет», «Академик Ивахненко А. Г.», «Последняя весна», «Рафаэль», «Иван Дзюба», «Доктор Миротворская», «Профессор Кроль Д. И.», «Писатель М. Горбовцев», «Архитектор Шухлин Д. И.», «Афанасьев Н. Г., кавалер орденов Славы», «Слава Ивану Кожедубу», «Режиссёр Н. И. Кармилов», «Герои Советского Союза генерал Пуйяд, генерал Захаров Г. Н., капитан де Ля Пуап», «Портрет В. Попова», «Портрет брата», «Профессор Савельев Н. Б», «Раскин», «Портрет М. Б. Штернгеля», «Двойной портрет», «Народная артистка России Р. Асфандиярова», «Генерал-лейтенант Панкин В. К. (этюд)», «Народная артистка России Ф. Е. Горская», «Академик М. З. Згуровский», «Герой Советского Союза Талалихин», «Профессор В. В. Суслов», «Богдана», «Голда», «Агнон», «Хеди Ламарр», «Леонард Коэн», «Вдохновение».
Пейзаж:
«Осень в Лавре», «К весне», «Тула», «Ранняя весна», «Брюссельские сумерки», «Весна пришла», «Заброшенный дом Соломона», «Пора туманов», «Март», «Окраина Курска», «Мокрая крыша», «Центральный вход в мою мастерскую», «На опушке», «Оттепель», «Весенний шум», «Скучный день», «Простор», «Летний душ», «Галин дом», «Курск», «Весна», «Первенец», «Рынок», «Кира», «Утро», «Январь», «Цыганский мальчик», «Женщина в синем», "Первый этюд, " «После смены», «Кара-Даг», «Суздаль», «Солнечный день», «Сельская улица», «Зимний двор», «Окна», «Осенние холмы», «Дворик», «Яблоня», «Пригород», «Старый дом», «Березки», «Обрыв», «Феофания», «Осень», «Зазимье», «Встреча с прошлым».
Натюрмот:
«Осенний букет», «Сирень», «На веранде», «Бархатцы», «Пионы», «Физалис», «Анютины глазки», «Букет», «Букет и радуга», «Этюд», «Колокольчики», «В июне», «Скромный букет», «Сентябрь», «Цветы в кувшине», «Астры», «Конец лета», «На балконе», «Любимые цветы».

## Основные выставки
Международные выставки:
- 1985 — «Русское и советское искусство», Япония
- 1996 — «3000 лет Иерусалиму», Киев (Украина), Национальный художественный музей Украины
- 2002 — «Люди, дороги, города», Киев (Украина), «Интервернисаж»
- 2004 — Киев (Украина)
- 2006 — Киев (Украина)

Республиканские выставки:
- 1962 — «Советская Россия», Санкт-Петербург (Россия)
- 1969 — «Советская Россия», Санкт-Петербург (Россия)
- 1970 — «Советская Россия», Москва (Россия)
- 1972 — «Советская Россия», Москва (Россия)

Всеукраинские выставки:
- С 1975 и по сей день — регулярно.

Зональные выставки:
- 1964 — Воронеж (Россия)
- 1967 — Тула (Россия)
- 1969 — Курск (Россия)
- 1972 — Орёл (Россия)
- 1980 — Брянск (Россия)

Персональные выставки:
- 1960 — Курск (Россия)
- 1962 — Курск (Россия)
- 1967 — Курск (Россия)
- 2002 — Киев (Украина)
- 2004 — Киев (Украина)
- 2007 — Киев (Украина)
- 2008 — Киев (Украина)
- 2010 — Киев (Украина)
- 2011 — Киев (Украина)
- 2012 — Днепропетровск (Украина) — в крупнейшем еврейском общинном центре мира «Менора»
- 2012 — Киев (Украина)
- 2013 — Киев (Украина) — в Киевском национальном музее русского искусства
- 2014 — Киев (Украина) — в еврейском центре «Атиква»
- 2016 — Киев (Украина) — в Центре культуры и искусств НТУУ «КПИ»
- 2016 — Киев (Украина) — в галерее Tauvers Gallery
- 2017 — Киев (Украина) — в галерее Tauvers Gallery
- 2018 — Киев (Украина) — в центре «Сифрия» Киевской городской еврейской общины
- 2023 — Иерусалим (Израиль) — в культурном центре "Гармония"
- 2024 — Тель-Авив (Израиль) — в Украинском культурном центре

Работы находятся: в музеях и галереях Украины (Киев) и России (Москва, Курск, Воронеж), Национальном Музее Литературы Украины, в Киевском Музее Русского Искусства, Музее Шолом-Алейхема, Центральном Музее Вооруженных Сил России, Академии Наук России, Франции (Париж, Марсель), Греции (Афины), Израиля (Иерусалим), США (Нью-Йорк, Майами), в Фондах Министерства Культуры и Союза Художников России и Украины, а также в частных собраниях по всему миру.